# Hideto Takahaši
Hideto Takahaši (* 17. října 1987) je japonský fotbalista.

## Reprezentační kariéra
Hideto Takahaši odehrál 7 reprezentačních utkání. S japonskou reprezentací se zúčastnil Konfederačního poháru FIFA 2013.

## Statistiky
| Japonsko | Japonsko | Japonsko |
| Roky     | Záp.     | Góly     |
| -------- | -------- | -------- |
| 2012     | 4        | 0        |
| 2013     | 3        | 0        |
| Celkem   | 7        | 0        |